# Signify
Signify N.V. tidligere Philips Lighting N.V. er en hollandsk multinational belysningsvirksomhed. Den blev etableret i 2016 da Philips belysningsdivision blev fraspaltet til en separat virksomhed. Virksomheden fremstiller elektrisk lys og armaturer til privat og erhverv samt IoT. I 2018 skiftede Philips Lighting navn til Signify.  Virksomhedens produkter fås fortsat med Philips-mærket.